# Karl Ecker
Karl Ecker   (Friburg de Brisgòvia, 13 de març de 1813 - Friburg de Brisgòvia, 6 de novembre de 1879) fou un compositor alemany.
El seu pare era cirurgià, el destinava a la carrera d'advocat, però sentint gran vocació per la música, aprofità l'estança a Viena amb motiu d'estudiar Dret, per a dedicar-se al mateix temps al de la composició. Compongué per a orquestra, però deu la seva fama principalment als nombrosos cors i lieder que compongué.